# Stenellipsis bimaculata
Stenellipsis bimaculata es una especie de escarabajo longicornio del género Stenellipsis, tribu Acanthocinini, subfamilia Lamiinae. Fue descrita científicamente por White en 1846.

## Descripción
Mide 5,5-7 milímetros de longitud.

## Distribución
Se distribuye por Nueva Zelanda.